# The Dø
The Dø è un gruppo di musica indie rock formatosi a Parigi nel 2005.
Il gruppo è composto da Olivia Merilahti, cantante e musicista franco-finlandese, e il francese Dan Levy, musicista e compositore di colonne sonore per il cinema, accompagnati sulla scena da differenti batteristi. I batteristi sono stati Jérémie Pontier dal 2007 al 2008, José Joyette dal 2008 al 2009 e dal 2009 è Pierre Belleville.
Il loro primo album è stato A Mouthful, uscito nel 2008, anno in cui ha conquistato il primo posto nella classifica di vendita in Francia.

## Storia

### Formazione e debutto (2005-2007)
Olivia Merilahti e Dan Levy si sono incontrati nel 2005 in occasione della composizione della colonna sonora del film L'impero dei lupi.
La loro prima opera comune, sotto il nome dei The Dø, fu composta solo qualche mese dopo: un EP di tre tracce che includeva il brano The Bridge is broken, realizzato per lo spettacolo di danza contemporanea Scène d'amour del coreografo finlandese Juha-Pekka Marsalo.
Successivamente hanno continuato a lavorare per il cinema, la danza e il teatro, componendo la colonna sonora per The Passenger, premiata al Festival Premiers Plans d'Angers, e per i film francesi Camping sauvage e Darling, la musica per i balletti Prologue, Perle e Cinderella di Juha-Pekka Marsalo e la piéce teatrale Laure di Colette Peignot.
La pagina myspace del gruppo è stata aperta nel 2007. I quattro primi brani caricati furono The Bridge is broken, At last, On my shoulders e Playground Hustle ed ebbero successo.
Il loro primo concerto si è tenuto il 20 febbraio dello stesso anno al Nouveau Casino di Parigi.
Successivamente hanno realizzato numerosi concerti al Flèche d'Or e in altri club nei dintorni di Parigi fino ad aprire l'edizione 2007 dei Rencontres Trans Musicales di Rennes.
La loro etichetta è stata Cinq7, fondata da Wagram Music.
On my Shoulders è stato utilizzato per la pubblicità dei quaderni Oxford.

### A Mouthful(2008-2010)
L'album A Mouthful esce in Francia il 14 gennaio 2008 e durante lo stesso anno in alcuni paesi europei e in Australia. Il primo singolo ad essere estratto è stato On my shoulders, successivamente At last, di cui il video è stato realizzato dal coreografo e regista belga Wim Vandekeybus, e Stay. Seguirà una tournée europea di 200 date.
Nel 2008 hanno partecipato a diversi festival come Eurockéennes de Belfort, Les Voix du Gaou, Festival des Vieilles Charrues, Main Square Festival, Pukkelpop, Roskilde Festival, Paléo Festival Nyon. Nel settembre 2009 parte una tournée americana. L'album invece uscirà negli Stati Uniti d'America il 6 aprile 2010 con l'etichetta Six Degrees Records.

### Both Ways Open Jaws(2011)
Il loro secondo album Both Ways Open Jaws è uscito il 7 marzo 2011. L'album rievoca un'atmosfera più notturna rispetto al primo, infatti molte delle sue registrazioni sono state fatte di notte.

## Origine del nome
Il nome del gruppo è formato dalle iniziali dei nomi dei due suoi membri ma rimanda anche alla nota musicale do. La o è segnata con una barra mentre talvolta la d è disegnata a memoria di una nota. La o barrata potrebbe essere il "semidiminuito", o meglio RE bemolle 5'...oppure può lasciar pensare che sia legata al paese natale della cantante (se questa lettera non esiste nell'alfabeto finlandese, il bilinguismo lì ufficiale porta a una diffusissima conoscenza dello svedese).

## Formazione
- Olivia Merilahti
- Dan Levy

## Discografia

### Album in studio
- 2008 - A Mouthful
- 2011 - Both Ways Open Jaws
- 2014 - Shake Shook Shaken

### Singoli
- 2007 - On my shoulders
- 2008 - At last!
- 2009 - Stay (Just a Little Bit More)
- 2010 - Slippery Slope

### EP
- 2010 - Dust It Off